# Vilachá de Mera
Vilachá de Mera (llamada oficialmente San Xillao de Vilachá de Mera) es una parroquia española del municipio de Lugo, en la provincia de Lugo, Galicia.

## Otras denominaciones
La parroquia también es conocida por el nombre de San Xulián de Vilachá de Mera.

## Organización territorial
La parroquia está formada por seis entidades de población, constando cinco de ellas en el nomenclátor del Instituto Nacional de Estadística español:

### Entidades de población
Entidades de población que forman parte de la parroquia:
- Albazoi
- A Gramela
- Asemonde
- Pena (A Pena)
- Vigo

### Despoblado
Despoblado que forma parte de la parroquia:
- Facoi

## Demografía
| Gráfica de evolución demográfica de Vilachá de Mera entre 2000 y 2020 |
|                                                                       |
| Datos según el nomenclátor publicado por el INE.                      |